# Tajga
Tajga è una città della Russia siberiana meridionale, situata nella oblast' di Kemerovo.
Sorge nella depressione di Kuzneck, 87 chilometri a nordovest del capoluogo Kemerovo.